# Изла (планина)
Планина Изла (сиријски: ܛܘܪ ܐܝܙܠܐ‎ Ṭūr Īzlā'), такође позната као планина Нисибис, или скраћено од 9. века под називом планина Кашјари, она спада у ниже планине или превоје у близини Нисибиса на подручју које је некада било под влашћу Сасанидске Персије, данас се налази на југоистоку модерне Турске, дуж границе са Сиријом. На овој планини (превоју) налазе се стотине древних манастира који су изграђени у првим вековима хришћанства. У данашње време, већина манастира претворена је у рушевине осим манастира Светог архангела Михајла и манастир Свети Малке.
Прави назив планине је у ствари везан за превој дугачак 77 km који се пружа од истока према западу, са платоа на северу са турске стране, и равницама на југу, према Сирији. На једаном од превоја налази се древни месопотамијски и византијски град Дара, некадашње римско утврђење. Са друге стране је Серван (Сисараон), положај на коме је смештено утврђење Тур Абдин, које је изградио Константин II у 4. веку.
Верује се да су најстарији манастири основани још у 4. веку међу којима су Свети Авгин, Свети Малке и Свети Самуил. А најпознатији је манастир Светог Аврама од Кашкара, који је такође познат и као Велики манастир, који је основан у другој половини 6. века. Међу касније изграђеним манастирима издвајају се Рабан Сапра, Свети Јарет, Свети Кудахви, Зафран (Сафрон), Светог Јонатана Арапина и Светог Јакоба. На свом врхунцу, ову планину је настањивало 40.000 монаха.

## Значајни становници
- Свети Аврам Велики од Кашкара, у 6. веку обновио манастирски живот асиријским монаштвом.
- Свети Аугин
- Бабаи Врлики